# 伪顶级域
伪顶级域名（英語：Pseudo-top-level domain）是電腦網路的标签或名称，该網路不参与全球官方域名系统，甚至可能不参与因特网，但可能使用类似的域名层次结构。历史上最著名的伪顶级域名包括.bitnet，.csnet，.oz，.uucp等，许多Internet邮件转发器都为它们提供连接。此外，也包括.exit，.i2p等较新的伪顶级域名。该提案的最新草案已于2015年7月28日到期而未成为标准。而一些伪顶级域名，如.onion等，可能会在未来得到正式认可。 
儘管这些網路或域名没有正式地位，有些卻通常已被认为是非正式的祖父级域名，不過不太可能被分配为顶级域名。
有時电子游戏和其他媒體中的虛構域名也會使用偽頂級域名，以防止現實惡搞和充滿好奇心的人透過存取虛構作品中的域名來騷擾網站和組織，或是搶注域名。

## 参看
- 替代性DNS根
- .local
- .arpa